# Nick Lewis
Nick Lewis (Portland, 20 aprile 1983) è un ex cestista statunitense, professionista nella NBDL e in Europa.